# Pindamonhangaba
Pindamonhangaba város Brazíliában, São Paulo államban. Lakosainak száma 160 614 fő (2015. július 1.). Pindamonhangaba Campos do Jordão, Tremembé, Guaratinguetá, Monteiro Lobato, Potim, Roseira, Santo Antônio do Pinhal és Taubaté községekkel határos.

## Népesség
A település népességének változása:
| Lakosok száma | 126 026 | 146 995 | 160 614 | 165 428 |
|               | 2000    | 2010    | 2015    | 2022    |